# Национално знаме на Белиз
Националното знаме на Белиз е прието на 21 септември 1981 година. Състои се от син фон, където от горната и долната страна има червени ивици. В средата се намира герба на Белиз. Цветовете са избрани по цветовете на знамената на политическите партии в страната.

## Знаме през годините
- (1919 – 1981)